# Dagfin
Dagfin ist ein deutscher Stummfilm aus dem Jahre 1926 von Joe May.

## Handlung
In einem Schweizer Winterkurort lernt die soeben von ihrem Mann geschiedene Lydia Boysen den jungen Skilehrer Dagfin Holberg kennen. Es dauert nicht lange, da haben sich beide ineinander verliebt. Eines Tages taucht ihr Ex-Mann Axel auf. Er hatte vor gar nicht so langer Zeit versucht, Lydia mit dem sehr viel älteren, reichen Türken Sabi Bey verkuppeln. Wenig später findet man Boysen tot im Schnee liegen. Dagfin und Lydia verdächtigen sich gegenseitig, Boysen umgebracht zu haben. Um Lydia zu schützen, nimmt Dagfin alle Schuld auf sich. Nicht ganz uneigennützig, erhält er in seinem Tun vollste Unterstützung durch Sabi Bey, der überdies verspricht, Dagfin bei der Flucht zu helfen. Der türkische General hofft, auf diese Weise seinem Ziel näher zu kommen und Lydia endlich für sich zu gewinnen.
Lydia ist wiederum bereit, sich für Dagfin zu opfern. Um sich Sabi Beys Unterstützung für den flüchtigen Dagfin sicher zu sein, folgt sie dem muselmanischen Despoten, der einst für ein Gemetzel unter den Armeniern verantwortlich zeichnete und nur knapp einem Attentat entgeht, auf sein in Süddeutschland gelegenes Inselschloss. Wie‘s der Zufall will, ist Dagfin gleich nebenan, auf dem Nachbargut des Obersts von Gain, untergetaucht. Tilly, die Tochter des Obersts, hat sich derweil in den zurückgezogen lebenden Dauergast Hals über Kopf verliebt. Allmählich sieht Sabi Bey ein, dass er bei Lydia auch in Zukunft keinen Stich machen wird und schluckt aus Verzweiflung Gift. Sterbend gesteht er, dass er Axel Boysen getötet habe. Es sei Notwehr gewesen, denn Boysen habe ihn erpresst. Lydia und Dagfin können jetzt gemeinsam in die Zukunft blicken.

## Produktionsnotizen
Gedreht wurde von August bis Oktober 1926 im Jungfraugebiet in der Schweiz sowie an der Riviera. Der mit zehn Akten Länge und über zwei Stunden Spieldauer war der Film für damalige Zeiten außergewöhnlich lang. Dagfin passierte am 2. Dezember 1926 die Zensur (Jugendverbot), die Uraufführung fand am 20. Dezember 1926 im Phoebus-Palast statt.
Die Filmbauten entwarf Erich Zander, Robert Wuellner war wie stets bei Mays Stummfilmproduktionen Aufnahmeleiter. Für Joe May war dies sein letzter Stummfilm, bei dem er sowohl Regie führte, als auch produzierte.
Eugen Schüfftan sorgte mit seinem eigenen Verfahren für die Trickfotografie, an der auch Helmar Lerski und Karl Puth beteiligt waren.

## Kritiken
Hans Wollenberg urteilte in der Lichtbild-Bühne: „Das ist ein Film, der die Nerven packt, der voll geladen ist mit Spannung, der packende Schicksale mit fesselnder, einbohrender Beredsamkeit erzählt. Vom starken Effekt bis zum feinsten Valeur hat May nichts ausgelassen, um den Zuschauer in den Bann seines Films zu zwingen, der ebensowenig ein Werk für den Snob und den Literaten wie für das berühmte "Lehmanns Lieschen", sondern eben ein Film für alle, für ein Weltpublikum ist. Wie Joe May eine Handlung zu steigern, Charaktere zu kontrastieren, Lebenskurven hin- und herzuführen, Natur und Umwelt zu beleben und Atmosphärisches zu schaffen weiß, stellt seine überragende Könnerschaft wieder einmal unter Beweis. Eine Liebesszene in verschneiter Gipfelwelt, die Nervosität in einer Hotelhalle, ein Attentat im Vorgarten einer Villa, die Gewitternacht über einem Gebirgssee (bei der man selbst den Regen auf seiner Haut zu fühlen glaubt) – das und vieles andere macht ihm in dieser vollkommen überzeugenden Echtheit so leicht niemand nach. Und doch liegt die stärkste Seite seiner Regie im rein Darstellerischen. Um die Gestalten seines Films weiß er eine Aura zu schaffen, und innere Konflikte wie magnetische Strömungen aus den photographierten Schemen in das Auge und die Nerven des Zuschauers zu leiten. Wenn diese seelisch miteinander ringenden Menschen einander gegenüberstehen, so spürt man Liebe, Begehren, Eifersucht, Haß, Enttäuschung und Versagen, Nerven und Pulsschlag. Die überragende darstellerische Konzeption dieses Films ist Paul Wegeners Türke. Wo er erscheint, füllt er die Leinwand und überschattet alles andere.“
Im Film-Kurier war zu lesen: „Vier Autoren jagen nach Kinospannung. Jagen? Besinnen sich, denken nach, überlegen, simulieren, mixen Einfälle, Motive, Sensationen, Personen, Geschicke – aus dem Roman von Werner Scheff. In der Tat ein geeigneter Stoff für den Film von heute. Sein Vorzug: er beschränkt sich auf wenige Personen, die lebenswahr sind – soweit sie aus Europa stammen. Die Exoten des Films aber, ein türkischer General und sein chinesischer Sekretär entsprechen der "romantischen" nebulosen Auffassung, die sich der Normalmensch vor dem Krieg über beide Rassenvertreter machte. (...) Joe May führt Regie. Er hält sich an die bewährten Rezepte seiner großen Erfolge. Deutlichkeit, Nachdrücklichkeit ist seine Losung. Er nimmt mit seiner großen Liebe für das Publikum auch auf den letzten Besucher Rücksicht, niemand soll etwas übersehen, jeder soll am Lichtspiel teilnehmen können. Immer wieder weist er zum Entzücken der Galerie darauf hin, daß es faustdick komme, ein Kronleuchter fliegt von der Decke, ein Stuhl knallt gegen die Tür, Temperament muß zu spüren sein, wenn Joe May seine Trümpfe ausspielt. (...) Wenn der Stoff bewußt Kolportage macht, wenn er seine Vorzüge und Gestalten – wie in der Befreiungsszene Dagfins aus dem Kerker – halb ernst, halb tragisch nimmt, erwächst aus diesen Zwischenstimmungen und Nuancen die beste Wirkung des Films. (...) Paul Wegener spielt das Doppel-ich eines Türken, das er geschickt zu dekuvrieren weiß: ein Verfolger, der selbst gehetzt wird, ein Mörder, den man morden will. Er ist Kavalier und Kretin zugleich. Mit seinen dämonischen Allüren empfindet man schließlich Mitleid, da er ja doch nur ein armer Hokus-Pokus-Teufel ist, der sich selbst vergiften muß.“
Die Österreichische Film-Zeitung schrieb: „Die Regie des Films führte Joe May, dessen ausgeprägtes künstlerisches Empfinden und geübtes Auge für die Erfordernisse eines Films, der dem Beschauer mehr bieten soll als eine augenblickliche Ablenkung, allenthalben zur Geltung kommen.“
Die vom DFF rekonstruierte Fassung (137 Minuten) ist Teil des Programms der 43. Giornate del Cinema Muto, Pordenone (Montag 7.10.2024) und wird musikalisch interpretiert durch den Stummfilmpianisten/Violinisten Günter A. Buchwald.